# بيت الداخلة (مذيخرة)

تعديل مصدري - تعديل

بيت الداخلة محلة تابعة لقرية دهران، التابعة لعزلة المغاربة بمديرية مذيخرة إحدى مديريات محافظة إب في الجمهورية اليمنية، بلغ تعداد سكانها 25 حسب تعداد اليمن لعام 2004.